# Horodelská unie

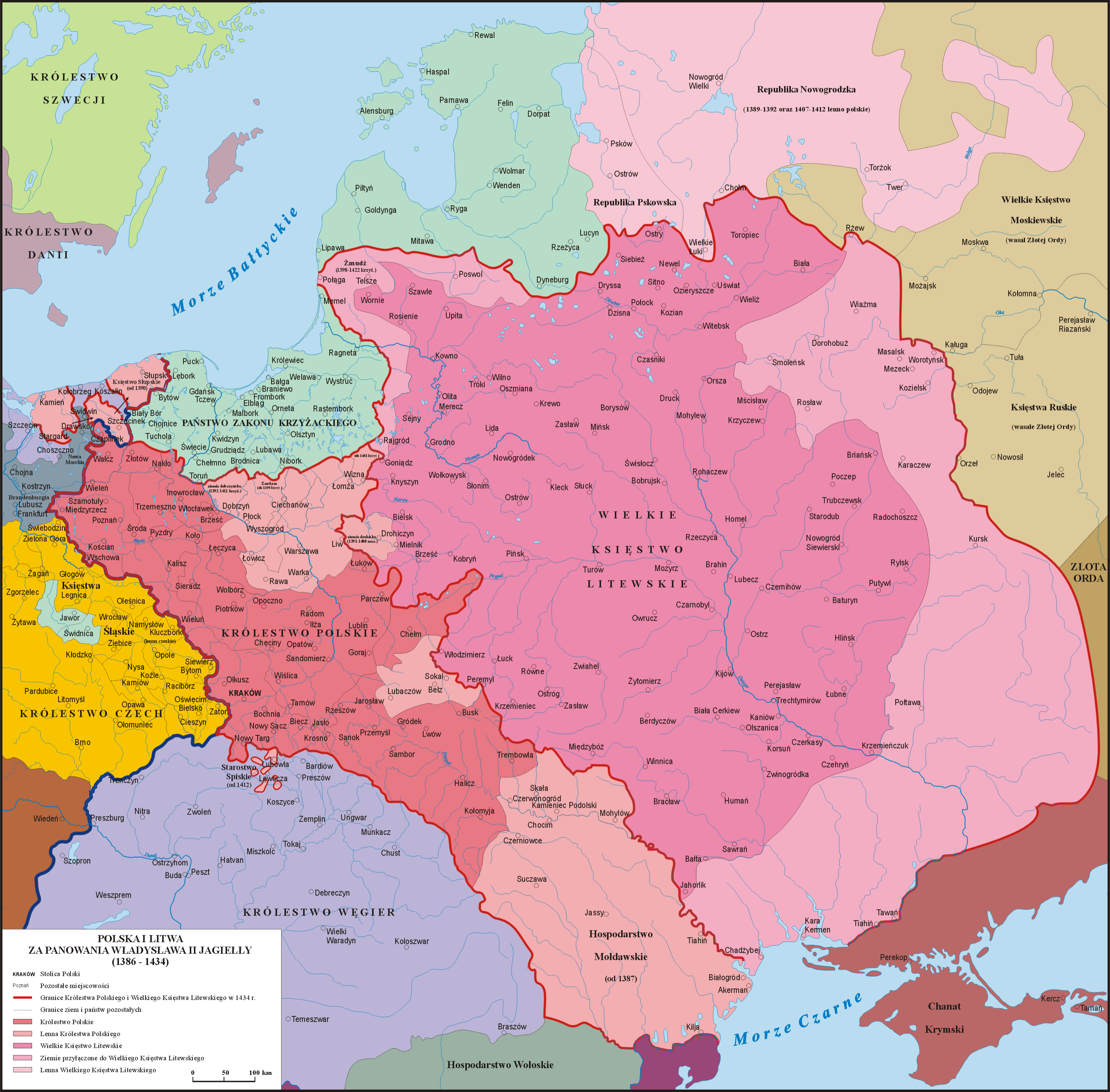
Polsko-litevské území v letech 1386–1434

Horodelská unie (polsky Unia horodelska) byla uzavřena 2. října 1413 v Horodle, dnešním Lublinském vojvodství) mezi Polskem a Litvou (velkokníže Vitold). Potvrzovala společnou politiku obou států, ale zachovávala svébytnou instituci litevského velkoknížete, vybraného polským králem, a litevský sněm. Rozšiřovala dále kauzule Krewské unie a Vilensko-radomské unie. Zaváděla společné sejmy a sjezdy polsko-litevské. Prohloubila dynastické svazky mezi oběma zeměmi a dala základy pro polsko-litevskou nadvládu v budoucím mnohonárodnostním státě. Horodelská unie zrovnoprávňovala litevské katolické rody s polskými. Rusínské (ukrajinské a běloruské) rody pravoslavného vyznání však byly drženy od moci dále. Společné polsko-litevské sjezdy šlechty se měly v budoucnu společně radit o všech důležitých záležitostech – například o volbě krále a velkoknížete. Litevská a rusínská katolická šlechta obdržela stejná práva jako polská szlachta, což vedlo k tomu, že do řad szlachty bylo přijato 47 rodů a na Litvě byly zavedeny erby.

## Úryvky preambule a závěrečné pasáže
| „ | In nomine Domini amen. Ad perpetuam rei memoriam. Debitores sumus spiritualis alimoniae salutaria illis pocula ministrare, quibus praesidentes temporalium commodorum praestamus suffragia, ut quos ad corporis necessitatem sustentamus, salutis etiam ipsis, quantum nostra sufficit facultas, ministeria porrigamus, ne, dum temporalibus insistimus profectibus, vitae commoda negligere videamur et, unde dona benedictionis et bravium exspectamus sempiternum, inde vitae detrimenta sentiamus et praemiis destituti adoptatis nulla laboris nostri commoda consequamur. | Ve jménu Páně amen. Na věčnou věcí paměť. Jsme povinni dopřát duchovní pokrm a spásný nápoj těm, kterým panujíce nad světskými statky dáváme podporu, abychom těm, které k tělesné potřebě podporujeme, a spásné naučení jim, seč jsme, dávali, se nezdáli pečovati jen o časné požitky a věčné opouštěti, a odkud dary blahoslavenství a věčnou odměnu čekáme, abychom odtud neslyšeli o škodě na životě věčném, a abychom za práci naši nebyli zbaveni požitků kýžené odměny. | “ |

| „ | Proto My, Vladislav, Boží milosti král polský a zemí krakovské, sandoměřské, sieradzké, lanczycké, kujavské, litevské nejvyšší kníže, pomořanský, ruský pán a dědic a Alexander řečený Vitold, velké kníže litevské a zemí ruských pán a dědic, oznamujeme listem tímto, těm, komu to náleží vědět, všem nynějším i budoucím, kteří toho povědomost míti budou, že země litevské a jejich obyvatelé poddaní panství našemu (kterým častokráte ze štědrosti ruky naší rozšiřujeme požitky a starajíce se měli jsme o to péči, jako bychom častým staráním se stav a jméno jejich vzácnějším učinili), chtějíce je tedy ... v náboženství přijaté víry na budoucí časy utvrditi a upevniti, aby je nejvyšší Pán, jehož milostí a naším staráním přijali osvícení víry ku chvále a cti svého jména a téže víry všeobecné osvícení, pomazáním milost svou upevnil, ježto když jsme je častokrát dary štědrostí naší potěšili, tedy též ... chceme je duchovními dary zachovat a při dobrých věcech a snažení je přidržet. Kteří by v stálosti víry lépe se cvičili, a aby z ctnosti do ctnosti postupovali, jařmo nesvobody, do nějž byli dosud zamotáni a svázání, ze šíje skládajíce a rozvazujíce z vrozené nám štědrosti a milosti jim volnosti, svobody, milosti, exempce a privileje, které jsou obvykle dávány lidem všeobecné víry, vedle těch zahrnutých v tomto privilegiu dáváme a dopřáváme. | “ |

## Úryvek ze zakončení
| „ | Dáno v městečku Hrodle při řece Bugu na sejmu valném v druhý den měsíce října léta Páně tisícího čtyřstého třináctého. Dáno rukou ctihodného otce v Kristu Pánu, kněze biskupa krakovského, nejvyššího kanclíře království polského, nám velmi milého, a psán rukou Ciołka kanovníka sandoměřského, sekretáře našeho. | “ |